# Warren Niles
Warren Niles, né le 30 décembre 1989 à Cincinnati dans l'Ohio, est un joueur de basket-ball professionnel possédant la double nationalité américaine et anglaise. Il joue au poste d'ailier.

## Clubs successifs
- 2013 - 2014 :  Andrea Costa Imola
- 2015 - 2016 :  Caballeros de Culiacán
- 2016 - 2017 :  SAM Basket Massagno
- 2017 - 2018 :  SOM Boulogne
- 2018 - 2019 :  Poitiers Basket 86